# Rębieskie-Kolonia
Rębieskie-Kolonia [rɛmˈbjɛskʲɛ kɔˈlɔɲa] est un village polonais de la gmina de Zduńska Wola dans le powiat de Zduńska Wola et dans la voïvodie de Łódź. Le village compte approximativement 100 habitants.